# Kellett XR-8
Kellett XR-8 (sau định danh lại là XH-8) là một loại trực thăng chế tạo tại Hoa Kỳ trong Chiến tranh thế giới II.

## Biến thể
- XR-8
- XR-8A
- XR-8B

## Tính năng kỹ chiến thuật (XR-8)
Dữ liệu lấy từ National Air and Space Museum. "Kellett XR-8". Truy cập on ngày 2 tháng 9 năm 2008.
Đặc điểm tổng quát
- Kíp lái: 2
- Chiều dài: 22 ft 7 in (6.9 m)
- Đường kính rô-to chính:  2×  36 ft 0 in (10.9 m)
- Chiều cao: 11 ft 0 in (3.4 m)
- Trọng lượng rỗng: 2.320 lb (1.052 kg)
- Trọng lượng có tải: 2.975 lb (1.349 kg)
- Động cơ: 1 × Franklin O-405-9, 245 hp (183 kW)

Hiệu suất bay
- Vận tốc cực đại: 100 mph (160 km/h)
- Trần bay: 6.700 ft (2.050 m)